# Antocha streptocera
Antocha streptocera är en tvåvingeart som beskrevs av Alexander 1949. Antocha streptocera ingår i släktet Antocha och familjen småharkrankar. Inga underarter finns listade i Catalogue of Life.